# Façade (patron de conception)
 (octobre 2014).
Si vous disposez d'ouvrages ou d'articles de référence ou si vous connaissez des sites web de qualité traitant du thème abordé ici, merci de compléter l'article en donnant les références utiles à sa vérifiabilité et en les liant à la section « Notes et références ».
 (octobre 2014).
- Si vous ne connaissez pas le sujet, laissez ce bandeau (vous pouvez alors contacter les auteurs).
- Si vous supprimez le contenu mis en cause (vous pouvez préalablement contacter les auteurs),

argumentez précisément cette suppression dans la page de discussion
(un manque de référence n'est pas un argument ; une recherche réelle de référence doit avoir été effectuée, être formellement documentée).
Pour les articles homonymes, voir Façade (homonymie).
En génie logiciel, le patron de conception (ou design pattern) façade a pour but de cacher une conception et une interface complexe difficile à comprendre (cette complexité étant apparue « naturellement » avec l'évolution du sous-système en question).

## Objectif
La façade permet de simplifier cette complexité en fournissant une interface simple du sous-système. Habituellement, la façade est réalisée en réduisant les fonctionnalités de ce dernier, mais en fournissant toutes les fonctions nécessaires à la plupart des utilisateurs.
La façade encapsule la complexité des interactions entre les objets métier participant à un workflow.
Une façade peut être utilisée pour :
- rendre une bibliothèque plus facile à utiliser, comprendre et tester;
- rendre une bibliothèque plus lisible;
- réduire les dépendances entre les clients de la bibliothèque et le fonctionnement interne de celle-ci, ainsi on gagne en flexibilité pour les évolutions futures du système;
- assainir une API que l'on ne peut pas modifier si celle-ci est mal conçue, ou mieux découper ses fonctionnalités si celle-ci n'est pas assez claire.

Un adaptateur est utilisé lorsque l'on doit respecter une interface bien définie. La façade est utilisée pour simplifier l'utilisation de l'API.

## Structure
Façade
La façade fait abstraction des packages 1, 2 et 3 du reste de l'application.
Clients
Les objets utilisant le patron de conception Façade pour accéder aux ressources abstraites.

## Exemple

### Java
L'exemple suivant cache une API de gestion de calendrier compliquée, derrière une façade plus simple. Il affiche :
```
Date: 1980-08-20
20 jours après : 1980-09-09
```

```
 
import
 
java.util.*
;

 

 
// Façade 

 
class
 
UserfriendlyDate
 
{

     
GregorianCalendar
 
gcal
;

      

     
public
 
UserfriendlyDate
(
String
 
isodate_ymd
)
 
{

         
String
[]
 
a
 
=
 
isodate_ymd
.
split
(
"-"
);

         
gcal
 
=
 
new
 
GregorianCalendar
(
Integer
.
parseInt
(
a
[
0
]
),

               
Integer
.
parseInt
(
a
[
1
]
)
-
1
 
/* !!! */
,
 
Integer
.
parseInt
(
a
[
2
]
));

     
}

     
public
 
void
 
addDays
(
int
 
days
)
 
{
 

       
gcal
.
add
(
Calendar
.
DAY_OF_MONTH
,
 
days
);
 

     
}

     

     
public
 
String
 
toString
()
 
{
 

       
return
 
String
.
format
(
"%1$tY-%1$tm-%1$td"
,
 
gcal
);

     
}

 
}

 

 
// Client 

 
class
 
FacadePattern
 
{

     
public
 
static
 
void
 
main
(
String
[]
 
args
)
 
{
  

         
UserfriendlyDate
 
d
 
=
 
new
 
UserfriendlyDate
(
"1980-08-20"
);
   

         
System
.
out
.
println
(
"Date : "
+
d
);
   

         
d
.
addDays
(
20
);
   

         
System
.
out
.
println
(
"20 jours après : "
+
d
);

     
}

 
}

```